# Roy Kinnear
Roy Mitchell Kinnear (Wigan, 8 januari 1934 - Madrid, 20 september 1988) was een Engels acteur, die erg veelzijdig was en in vele verschillende producties meespeelde. Zo speelde hij sjacheraar Jerry in Man About the House en George & Mildred.

## Levensloop
Na zijn opleiding in Edinburgh volgde karakteracteur Kinnear een opleiding aan de Royal Academy of Dramatic Art (RADA) in Londen. Na toneelwerk en radiowerk verscheen hij veel op de Schotse televisie, voordat hij in de jaren zestig een bekende naam werd in Engeland. Kinnear was een van de oorspronkelijke deelnemers aan de serie That Was the Week That Was (1962-1963). Ook bouwde hij een filmcarrière op.
Kinnear deed veel liefdadigheidswerk voor gehandicapte kinderen.
Tijdens het filmen van The Return of the Musketeers viel hij van zijn paard en brak zijn bekken. Hij bloedde vervolgens dood. Het dodelijk ongeluk is gefilmd.
Kinnear is getrouwd geweest met Carmel Cryan. Zijn zoon Rory is eveneens acteur.

## Filmografie
- Return of the Ewok (video, 1999) - The Talent Agent
- The Princess and the Goblin (1992) - Mump (voice-over)
- The Return of the Musketeers (1989) - Planchet
- Casualty (televisieserie) - Brian McCarthy (aflevering A Wing and a Prayer, 1989)
- Minder (televisieserie) - Fat Charlie (aflevering It's a Sorry Lorry Morrie, 1989)
- The Ray Bradbury Theater (televisieserie) - Funeral Director (aflevering There Was an Old Woman, 1988)
- Mr. H Is Late (televisiefilm, 1988) - Piper
- A Man for All Seasons (televisiefilm, 1988) - The Common Man
- Just Ask for Diamond (1988) - Jack Splendide
- Boon (televisieserie) - Harold Beamish (aflevering Wheels of Fortune, 1987)
- Casanova (televisiefilm, 1987) - Balbi
- Hardwicke House (televisieserie) - R.G. Wickham (2 afleveringen, 1987)
- Unusual Ground Floor Conversation (1987) - Previous tenant
- Pirates (1986) - Dutch
- The Clairvoyant (televisieserie) - Arnold Bristow (onbekende afleveringen, 1984-1986)
- Bertha (televisieserie) - Verteller (1985)
- The Zany Adventures of Robin Hood (televisiefilm, 1984) - Friar Truck
- Squaring the Circle (televisiefilm, 1984) - Kania
- Anna Pavlova (1983) - Gardener
- SuperTed (televisieserie) - Bulk (voice-over, 1983)
- Anyone for Denis? (televisiefilm, 1982) - Boris
- The Agatha Christie Hour (televisieserie) - Cabbie (aflevering The Girl in the Train, 1982)
- Hammett (1982) - English Eddie Hagedorn
- The Boys in Blue (1982) - Lloyd
- Maths Counts (televisieserie) - Rol onbekend (1982)
- Blakes 7 (televisieserie) - Keiller (aflevering Gold, 1981)
- If You Go Down in the Woods Today (1981) - Fishfingers
- Cowboys (televisieserie) - Joe Jones (onbekende afleveringen, 1980-1981)
- The Incredible Mr. Tanner (televisieserie) - Sidney Pratt (1981)
- The Dick Emery Christmas Show: For Whom the Jingle Bells Toll (televisiefilm, 1980) - Rol onbekend
- Rhubarb Rhubarb (1980) - Home Owner
- Rushton's Illustrated (televisieserie) - Rol onbekend (1980)
- Keep It in the Family (televisieserie) - Royston Higson (aflevering Some Enchanted Evening, 1980)
- The Dick Emery Show (televisieserie) - Rol onbekend (1977-1980)
- Hawk the Slayer (1980) - Innkeeper
- Minder (televisieserie) - Whaley (aflevering You Gotta Have Friends, 1980)
- High Rise Donkey (1980) - Rol onbekend
- Quincy's Quest (1979) - Rol onbekend
- Disneyland (televisieserie) - Bidley (aflevering The Omega Connection, 1979)
- George & Mildred (televisieserie) - Jerry (onbekende afleveringen, 1976-1979)
- The London Connection (1979) - Bidley
- The Talking Parcel (televisiefilm, 1978) - Ethelred (voice-over)
- The Hound of the Baskervilles (1978) - Ethel Sheldon
- Watership Down (1978) - Pipkin (voice-over)
- Play for Today (televisieserie) - Rol onbekend (aflevering The Mayor's Charity, 1977)
- Ripping Yarns (televisieserie) - Vogel (aflevering Escape from Stalag Luft 112 B, 1977)
- The Last Remake of Beau Geste (1977) - Boldini
- Herbie Goes to Monte Carlo (1977) - Quincey
- No Appointment Necessary (televisieserie) - Alf Butler (1977)
- The Galton & Simpson Playhouse (televisieserie) - Richard Burton (aflevering Naught for Thy Comfort, 1977)
- N.U.T.S. (televisieserie) - Rol onbekend (1976)
- Not Now, Comrade (1976) - Hoskins
- The Adventure of Sherlock Holmes' Smarter Brother (1975) - professor Moriarty's assistent
- The Sweeney (televisieserie) - Frankie Little (aflevering I Want the Man, 1975)
- Royal Flash (1975) - Old Rouse (niet op aftiteling)
- Man About the House (televisieserie) - Jerry (3 afleveringen, 1974, 2 keer 1975)
- Shades of Greene (televisieserie) - Lord Driver (aflevering When Greek Meets Greek and Dean, 1975)
- One of Our Dinosaurs Is Missing (1975) - Supt. Grubbs
- Three for All (1975) - Hounslow Joe
- The Loner (televisieserie) - Sergeant Hardaker (aflevering Dawson's Connection, 1975)
- The Goodies (televisieserie) - Emperor (aflevering Rome Antics, 1975)
- Eskimo Nell (1975) - Benny U. Murdoch
- The Amorous Milkman (1975) - Sergeant
- The Four Musketeers (1974) - Planchet
- Juggernaut (1974) - Social Director Curtain
- Till Death Us Do Part (televisieserie) - Rol onbekend (2 afleveringen, 1974)
- Barry McKenzie Holds His Own (1974) - Bishop of Paris
- The Three Musketeers (1973) - Planchet
- Father, Dear Father (televisieserie) - Sid (aflevering Right Hand Man, 1973)
- The Cobblers of Umbridge (televisiefilm, 1973) - Dan en Doris Cobbler
- Till Death Us Do Part (televisieserie) - Alf's workmate (aflevering Dock Pilfering, 1972)
- Alice's Adventures in Wonderland (1972) - Cheshire Cat
- Sykes (televisieserie) - Uncle Arthur (aflevering Uncle, 1972)
- The Alf Garnett Saga (1972) - Wally
- Thirty-Minute Theatre (televisieserie) - Rol onbekend (aflevering Lushly, 1972)
- The Pied Piper (1972) - Burgermeister
- Jason King (televisieserie) - Robbins (aflevering An Author in Search of Two Characters, 1972)
- Madame Sin (1972) - Holidaymaker
- That's Your Funeral (1972) - Purvis
- Cheap at Half the Price (televisiefilm, 1972) - Jimmy Wilcox
- The Adventurer (televisieserie) - Marks (aflevering Skeleton in the Cupboard, 1972)
- Willy Wonka & the Chocolate Factory (1971) - Mr. Henry Salt
- The Goodies (televisieserie) - Professor Nuts (aflevering Lost Tribe of the Orinoco, 1971)
- Doctor at Large (televisieserie) - Mr. Davidson (aflevering No Ill Feeling!, 1971)
- Jackanory (televisieserie) - Verhalenverteller (5 afleveringen, 1971)
- Play for Today (televisieserie) - Henry Hunter (aflevering Everybody Say Cheese, 1971)
- Melody (1971) - Mr. Perkins
- The Firechasers (1971) - Roscoe
- Scrooge (1970) - 2nd Gentleman of Charity
- On a Clear Day You Can See Forever (1970) - Prince Regent
- Taste the Blood of Dracula (1970) - Weller
- Raising the Roof (1970) - Dad burke
- Inside George Webley (televisieserie) - George Webley (1968-1970)
- Egghead's Robot (1970) - Park keeper
- Join Jim Dale (televisieserie) - Rol onbekend (aflevering 14 augustus 1969)
- The Bed Sitting Room (1969) - Plastic mac man
- The Avengers (televisieserie) - Happychap (aflevering Bizarre, 1969)
- Lock Up Your Daughters! (1969) - Sir Tunbelly Clumsey
- The Three Princes (televisiefilm, 1968) - Rol onbekend
- Simply Sheila (televisiefilm, 1968) - Rol onbekend
- Albert Carter, Q.O.S.O. (1968) - Albert Carter
- How I Won the War (1967) - Clapper
- Till Death Us Do Part (televisieserie) - Rol onbekend (aflevering The Bulldog Breed, 1967)
- The Avengers (televisieserie) - Professor Quilby (aflevering The See-Through Man, 1967)
- The Mini-Affair (1967) - Verkoper brandblussers
- The Deadly Affair (1966) - Adam Scarr
- A Funny Thing Happened on the Way to the Forum (1966) - Gladiator Instructor
- Batman (televisieserie) - Handlanger (niet op aftiteling, aflevering While Gotham City Burns, 1966)
- A Slight Case of... (televisieserie) - H.A. Wormsley (1965)
- The Hill (1965) - Monty Bartlett
- The Avengers (televisieserie) - Benedict Hickey (aflevering The Hour That Never Was, 1965)
- Help! (1965) - Algernon
- World of His Own (televisieserie) - Stanley Blake (1964-1965)
- French Dressing (1964) - Henry
- A Child's Guide to Screenwriting (televisiefilm, 1964) - Rol onbekend
- The Avengers (televisieserie) - Private Jessop (aflevering Espirit de Corps, 1964)
- Hamlet (televisiefilm, 1964) - Grafdelver
- The Informers (1963) - Shorty
- The Small World of Sammy Lee (1963) - Lucky Dave
- A Place to Go (1963) - Bunting
- Heavens Above! (1963) - Fred Smith
- Sparrows Can't Sing (1963) - Fred Gooding
- The Boys (1962) - Mark Salmon
- Tiara Tahiti (1962) - Capt. Enderby
- A Wedding (televisieserie) - De Getuige (1961)
- The Millionairess (1960) - Rol onbekend (niet op aftiteling)
- Oh...Rosalinda!! (1955) - Rol onbekend
- The World Owes Me a Living (1944) - Rol onbekend (niet op aftiteling)

- Biblioteca Nacional de España: XX4977471
- Bibliothèque nationale de France: cb14038653h (data)
- Gemeinsame Normdatei: 172688744
- International Standard Name Identifier: 0000 0000 8381 0463
- Library of Congress Control Number: no98054284
- MusicBrainz: be6a6516-c871-468c-a5be-ce8c5213abc1
- Nationale Bibliotheek van Israël: 987007339774505171
- Système universitaire de documentation: 143144499
- Virtual International Authority File: 49423661
- WorldCat: E39PBJmP9bQf94CB3rWbjHpkjC